# Biblia z Delftu
Biblia z Delftu (niderl. Delftse Bijbel) – pierwszy wydany drukiem przekład znaczącej części Pisma Świętego w języku niderlandzkim. Została wydrukowana w 1477 w Delfcie. Pierwsza książka wydana drukiem w języku niderlandzkim.

## Opis
Biblia z Delftu należy do inkunabułów. W tym okresie książki drukowane często posiadały podobne zdobienia jak rękopisy i były do nich podobne. Tę zależność widać również w edycji z Delftu. Była to pierwsza książka wydana w języku niderlandzkim. Podstawą edycji drukowanej było anonimowe tłumaczenie z Wulgaty. Autor oparł się na tłumaczeniu z około 1360 z kartuskiego klasztoru Herne (Historiebijbel van 1360), dodając 18 nieobecnych w nim ksiąg biblijnych i jednocześnie usuwając treści pozabiblijne. Została opublikowana 10 stycznia 1477 w Delfcie. Nakład wyniósł około 250 egzemplarzy. Było to dzieło drukarza Jacoba Jacobszoona van der Meera, które sfinansował Mauricius Yemantszoon van Middelborch co poświadcza kolofon umieszczony na ostatniej stronie, zawierający ich herby i imiona.
Biblia z Delftu zawiera blisko 1300 stron. Została opublikowana w dwóch tomach ale w numerowanych choć luźnych kartach przez co kolejność ksiąg w zachowanych egzemplarzach może się różnić. Nie posiada ani tytułu ani strony tytułowej. Zawiera cały Stary Testament z księgami deuterokanonicznymi, ale bez Księgi Psalmów. Brak Księgi Psalmów oraz Nowego Testamentu wynika z chęci obniżenia kosztów wydania, na które w początkowym okresie drukarstwa składały się przede wszystkim materiały drukarskie. Zmniejszenie objętości księgi oznaczało więc znaczne obniżenie kosztów a przez to zmniejszenie ryzyka nieopłacalności wydania. Dodatkowo w tamtym okresie w obiegu było wiele rękopisów zarówno Księgi Psalmów jak i Nowego Testamentu.
Obawa o sprzedaż i zwrot nakładów spowodowała, że Biblia z Delftu nie doczekała się ani pełnego wydania przekładu w języku niderlandzkim ani nawet przedruku. Pierwszym pełnym przekładem Biblii w języku niderlandzkim było tłumaczenie z Wulgaty, opublikowane przez Jacoba van Liesvelta w roku 1526.
Do czasów współczesnych zachowało się 61 egzemplarzy z czego 23 w Belgii i Holandii.